# Der Besuch der alten Dame (1959)
Der Besuch der alten Dame ist ein deutscher Fernsehfilm aus dem Jahr 1959 in der Produktion des Südwestfunks. Es handelt sich hierbei um eine Verfilmung der Tragikomödie Der Besuch der alten Dame des Schweizer Schriftstellers Friedrich Dürrenmatt.

## Handlung
Die einst wohlhabende, inzwischen aber verarmte Kulturstadt Güllen, in der Johann Wolfgang von Goethe übernachtet, Johannes Brahms ein Quartett komponiert und Berthold Schwarz das Schießpulver erfunden hat, erwartet Besuch von der aus Güllen stammenden Milliardärin Claire Zachanassian, geb. Wäscher. In der Hoffnung auf eine Spende setzen die Einwohner des Ortes große Hoffnung auf Alfred Ill, ihren ehemaligen Jugendfreund.
Schon bei der Ankunft von Claire Zachanassian gemeinsam mit ihrem zukünftigen Gatten und der Dienerschaft am Güllener Bahnhof, ehemaliger Zwischenstation des „Rasenden Rolands“ auf der Strecke Venedig–Stockholm, macht die Milliardärin Andeutungen, der Güllener Arzt möge demnächst „Herzschlag“ als Todesursache feststellen und der Pfarrer des Ortes nach einem Todesurteil die Hinterbliebenen trösten. Zudem hat sie einen Sarg mitgebracht, da sie eventuell einen brauchen könnte.
Beim Festakt zu ihrem Empfang verspricht Claire Zachanassian Güllen eine Milliarde, wobei die eine Hälfte der Stadt zukommen und die andere Hälfte auf die im Ort lebenden Familien verteilt werden soll. Als Bedingung fordert sie den Tod von Alfred Ill. Dieser hatte einst die schwangere Claire Zachanassian verlassen und die Vaterschaft bestritten. Ill gab als falsche Zeugen Koby (ehemals Jakob Hühnlein) und Loby (ehemals Ludwig Sparr) an, die aussagten, sie hätten mit Claire geschlafen. Das Kind starb im Alter von einem Jahr, Claire prostituierte sich. Koby und Loby wurden auf Claires Veranlassung hin für ihre Falschaussage „kastriert und geblendet“.
Zunächst lehnen die Güllener Bürger das Angebot empört ab. Doch bald bemerkt Ill einen Stimmungsumschwung. Seine Kinder wollen nicht mehr mit ihm frühstücken und gehen anderen Aktivitäten nach, die Kunden leisten sich in seinem Lebensmittelgeschäft teure Waren und lassen anschreiben. Erstaunt lehnt der Kommissar des Ortes Ills Forderung, Claire wegen Anstiftung zum Mord zu verhaften ab, da ihr Angebot auf Grund der hohen Geldsumme nicht ernst gemeint sein könne. Auch der Bürgermeister weist Ills Ansinnen ab.
Auch der Pfarrer, der für die Kirche eine neue Glocke angeschafft hat, nimmt Ill zunächst nicht ernst, bittet ihn aber in einem ehrlichen Moment, zu fliehen, um die Güllener nicht in Versuchung zu führen. Als Ill den Ort mit der Bahn verlassen will, wird er von den Güllener Bürgern aufgehalten. Das Angebot eines vorbeikommenden Autofahrers, ihn mitzunehmen, lehnt Ill ab.
Als die Güllener Claire Zachanassian bitten, dem Ort auf andere Weise und ohne Rache zu helfen, erinnert sie sich an die erlebte Schmach und lehnt ab. Der Lehrer würde den Fall am liebsten publik machen und fleht Ill an, um sein Leben zu kämpfen. Ill jedoch resigniert und sieht sich schuldig daran, was er durch seine damalige Tat an Claire ausgelöst hat. Der Bürgermeister will in einer Bürgerversammlung über Ills Schicksal entscheiden lassen und legt Ill nahe, vorher einen ehrenvollen Suizid zu begehen. Ill jedoch besteht auf einem Urteil durch die Bürgerversammlung, dem er sich beugen will.
Die Bürgerversammlung beschließt einstimmig, die von Claire Zachanassian angebotene Stiftung anzunehmen, und zwar, wie es heißt, nicht des Geldes, sondern der Gerechtigkeit wegen. Nach der Vollstreckung des Beschlusses diagnostiziert der Arzt einen Herzschlag. Claire Zachanassian lässt Ill in einem Mausoleum auf Capri bestatten.

## Kritik
TV-kult bemerkt: „Man merkt, dass Flickenschildt hier in ihrem Element ist. Sie zeigt in ihrer Rolle eine unglaubliche Präsenz und sorgt dafür, dass man [sich] nach dem Genuss diesen [sic] Filmes keine andere Person mehr als die Claire Zachanassian vorstellen kann. Hinzu kommen[,] wie eben schon erwähnt[,] alle anderen Schauspieler in diesem Stück. So hinterlassen auch Rolf Wanka, Hans Mahnke und Robert Taube einen bleibenden Eindruck. Dass die Texte in dieser TV-Aufzeichnung vom Original ein wenig abweichen[,] ist kaum störend und in diesem Umfang absolut legitim.“